# Chetone meta
Chetone meta är en fjärilsart som beskrevs av Druce 1895. Chetone meta ingår i släktet Chetone och familjen björnspinnare. Inga underarter finns listade i Catalogue of Life.